# Włodzimierz Piliński (adwokat)
Włodzimierz Piliński, herbu Bełty (ur. 1 października 1856 w Tarnowcu, zm. 24 sierpnia 1912 w Rzeszowie) – prawnik, adwokat, polityk konserwatywny i poseł do austriackiej Rady Państwa.
Ukończył gimnazjum św. Anny w Krakowie (1874). Studiował na wydziale prawa na uniw. w Bonn (1874-1875) i Lwowie (1875-1878), uzyskał stopień doktora praw na Uniwersytecie Jagiellońskim (1882). Po studiach pracował w Prokuratorii Skarbowej Państwa, najpierw jako koncypient w oddziale prokuratorii w Krakowie (1879-1880) potem w centrali we Lwowie (1881-1882). Następnie odbył praktykę prawną w Sądzie Krajowym Styrii w Grazu (1883). W latach 1884–1888 koncypient adwokacki w kancelarii adwokackiej w Krakowie. Po zdaniu egzaminów od 1888 prowadził kancelarię adwokacką w Rzeszowie, adwokat przy tamtejszym Sądzie Obwodowym (1888-1912).
Ziemianin, współwłaściciel wraz z bratem Kazimierzem odziedziczonych w 1895 dóbr Tarnowiec. Z poglądów konserwatysta – był związany z krakowskimi stańczykami. W latach 1891–1912 członek Rady Powiatu w Rzeszowie, wybierany z grupy większej własności, od 1897 gmin miejskich. Zastępca członka (1891-1895), członek (1896-1905) i wiceprezes (1906-1912) Wydziału Powiatowego w Rzeszowie. Był także dyrektorem Kasy Oszczędności w Rzeszowie (1898-1910). Asesor w Magistracie miasta Rzeszowa (1911-1912).
Poseł do austriackiej Rady Państwa IX kadencji (27 marca 1897 – 7 września 1900), wybrany z kurii I (większej własności) w obwodzie wyborczym nr 5 (Nowy Sącz-Jasło-Grybów-Limanowa-Nowy Targ-Gorlice). W parlamencie należał do grupy posłów konserwatywnych stańczyków Koła Polskiego w Wiedniu.

## Rodzina i życie prywatne
Urodził się w rodzinie ziemiańskiej, syn Konstantego (1825-1895) właściciela dóbr (Tarnowiec i Sieklówka) i Marii z Romerów (zm, 1890). Miał braci Stanisława (zm. 1891) oraz Kazimierza, a także siostry Teofilę, Jadwigę, Amalię i Salomeę.